# Vancouver Amtrak Station
Vancouver Amtrak Station je třetí nejvytíženější železniční stanice společnosti Amtrak v americkém státě Washington. Nachází se ve městě Vancouver a je unikátní pro svou polohu uprostřed trianglu, kde cestující nasedávají na spoje Empire Builder v jihovýchodní části stanice, zatímco spoje Coast Starlight a Amtrak Cascades je nabírají v severozápadní části. Budova stanice je nyní otevřena po dlouhých renovacích interiéru, které proběhly roku 2008.
Na stanici zastavuje každý den jeden Empire Builder a jeden Coast Starlight v každém směru, zatímco Amtrak Cascades se zde objevuje osmkrát denně, z toho čtyřikrát v každém směru. V roce 2011 byla stanice třetí nejvytíženější ve státě Washington.
Stanice je velice oblíbeným místem mezi fanoušky železnice, kteří zde často fotí nebo natáčejí projíždějící vlaky, jelikož se jedná o vskutku využívaný železniční uzel s oblastním významem. Nachází se v trianglu, který odděluje dvě části železnice BNSF, a navíc se zde nachází bezplatné parkoviště. Kromě osobních vlaků společnosti Amtrak stanicí projíždí i mnoho nákladních vlaků. Ty provozují společnosti BNSF, Union Pacific Railroad a Portland and Western Railroad, k vidění jsou zde i lokomotivy ostatních amerických, kanadských či mexických železnic, které používají především BNSF a UP.